# Listă a fabricanților de aeronave M-P
Aceasta este o listă a fabricanților de aeronave sortată în ordine alfabetică după denumirea care este cunoscută la Organizația Internațională a Aviației Civile (ICAO). Lista conține numele ICAO, numele comun, țara de origine, și alte date, precum anii între care a funcționat (în paranteze). 
Numele ICAO sunt scrise cu caractere bold. Faptul că un fabricant are o denumire ICAO nu înseamnă că el mai produce în prezent, ci faptul că unele dintre aeronavele produse de acesta mai zboară încă.
A B-C D-G H-L M-P Q-S T-Z

## M
- M&D Flugzeugbau, Germania
- M7 Aerospace, M7 Aerospace - SUA, (2002–prezent)
- Macair, Macair Industries Inc - Canada
- Macchi, Aeronautica Macchi SpA - Italia, > Aermacchi
- Macdonald, MacDonald Aircraft Company - SUA
- Machen, Machen Inc - SUA
- Mad Max Aero, Mad Max Aero - SUA
- Magni, Magni Gyro di Vittorio Magni - Italia
- Makelan, Makelan Corporation - SUA
- Malmo, AB Malmö Flygindustri - Suedia
- MAPO, Federalnoye Gosudarstvennoye Unitarnoye Predpriyatie, Voyenno-Promyshlennyi Kompleks MAPO - Rusia
- Maranda, Maranda Aircraft Company Ltd - Canada
- March, Jones și Cribb, March, Jones & Cribb Ltd. - Marea Britanie
- Marco, Marco-Elektronik Company - Polonia
- Marganski, Edward Marganski-Zaklad Remontów i Produkcji Sprzetu Lotniczego - Polonia
- Marie, Jean-Pierre Marie - Franța
- Marmande, Marmande Aéronautique - Franța
- Marquart, Ed Marquart - SUA
- Marsh, Marsh Aviation Company - SUA
- Marshall of Cambridge Aerospace - Marea Britanie
- Marshall & Sons, Marshall & Sons - Marea Britanie
- Martin, Glenn L. Martin Company - SUA, (1912–1916, 1917–1961, ?-1996) > Lockheed Martin
- Martin-Baker, Martin-Baker Aircraft Company - Marea Britanie
- Martinsyde, Martinsyde Ltd. - Marea Britanie
- Maule, Maule Air Inc - SUA
- Maule, Maule Aircraft Corporation - SUA
- Maupin, Jim Maupin - SUA
- Maverick, Maverick Air Inc - SUA
- Maverick, Maverick Jets Inc - SUA
- Max Holste, Société des Avions Max Holste - Franța
- Max Holste, Société Nouvelle Max Holste - Franța
- MBB, MBB Helicopter Canada Ltd - Canada, > Eurocopter Canada
- MBB, Messerschmitt-Bölkow-Blohm GmbH - Germania, (1969–1989) > DASA
- MBB-Kawasaki, vezi MBB și KAWASAKI - Germania/Japonia
- Mccarley, Charles E. McCarley - SUA
- McCulloch - SUA
- Mcdonnell, McDonnell Aircraft Corporation - SUA, (1938–1967) > McDonnell-Douglas
- Mcdonnell, McDonnell Company - SUA
- Mcdonnell Douglas, McDonnell Douglas Corporation - SUA, (1967–1997) > Boeing
- Mckinnon, McKinnon Enterprises Inc - SUA
- Mckinnon, McKinnon-Viking Enterprises - Canada
- MD Helicopters, MD Helicopters Inc - SUA
- MDB, MDB Flugtechnik AG - Elveția
- Mead, George Mead - SUA
- Melbourne, Melbourne Aircraft Corporation Pty Ltd - Australia
- Melex, Melex USA Inc - SUA
- Menschinsky, Menschinsky - Rusia
- Merckle, Merckle - Germania
- Mercury, Mercury Air Group - SUA
- Meridionali, Elicotteri Meridionali SpA - Italia
- Merlin, Merlin Aircraft Inc - SUA
- Messerschmitt, Messerschmitt AG - Germania, (1938–1959) > FUS
- Messerschmitt-Bolkow, Messerschmitt-Bölkow GmbH - Germania, (1968–1969) > MBB
- Meteor, Meteor SpA, Costruzione Aeronautiche - Italia
- Metropolitan-Vickers, (Metrovick) - Marea Britanie
- Mexican Agricultural Aeronautics - vezi AAMSA
- Meyer, George W. Meyer - SUA
- Meyers, Meyers Aircraft Company - SUA
- Micco, Micco Aircraft Company - SUA
- Micro Craft, Micro Craft Inc. - SUA
- Microjet, Microjet SA - Franța
- Microleve, Microleve - Brazilia
- Microturbo, Microturbo SA - Franța
- Mid-Continent, Mid-Continent Aircraft Corporation - SUA
- Midwest Aerosport, Midwest Aerosport Inc - SUA
- Mignet, Henri Mignet - Franța
- Mikoyan, Aviatsionnyi Nauchno-Promyshlennyi Kompleks MiG - Rusia
- Mikoyan, Aviatsionnyi Nauchno-Promyshlennyi Kompleks-ANPK MiG Imeni A. I. Mikoyana - Rusia
- Mikoyan, Mikoyan OKB - Rusia
- Mikoyan, Moskovskii Mashinostroitelnyy Zavod Imeni A. I. Mikoyana - Rusia
- MIL, Mil OKB - Rusia
- MIL, Moskovsky Vertoletny Zavod Imeni M L Milya OAO - Rusia
- Miles, F. G. și G. H. Miles - Marea Britanie
- Miles, F. G. Miles Ltd - Marea Britanie
- Miles, Miles Aircraft Ltd - Marea Britanie
- Miller (1), Miller - SUA
- Miller (2), William Y. Miller - SUA
- Miller, Merle Miller - SUA
- Millicer, Millicer Aircraft Industries Pty Ltd - Australia
- Mini-IMP, Mini-IMP Aircraft Company - SUA
- Minty, Ted Minty - Australia
- Mirage, Mirage Aircraft Inc - SUA
- Mitchell Aircraft Corporation, Mitchell Aircraft Corporation - SUA
- Mitchell-Procter, Mitchell-Procter Aircraft Ltd - Marea Britanie
- Mitsubishi, Mitsubishi Aircraft International Inc - SUA, (vezi Mitsubishi Zero)
- Mitsubishi, Mitsubishi Heavy Industries Ltd - Japonia
- Mitsubishi, Mitsubishi Jukogyo KK - Japonia
- Mitsubishi, Shin Mitsubishi Jukogyo KK - Japonia
- Molniya, Nauchno-Proizvodstvennoye Obedinenie Molniya OAO - Rusia
- Mong, Ralph Mong - SUA
- Moniot, Avions Philippe Moniot - Franța
- Monnett, John T. Monnett - SUA
- Monocoupe Aircraft of Florida, Monocoupe Aircraft of Florida Inc - SUA
- Monocoupe, Monocoupe Aircraft Corporation - SUA
- Montagne, Montagne Aircraft LLC - SUA
- Montana, Montana Coyote Inc - SUA
- Moog, Moog Incorporated - SUA
- Mooney, Al W. Mooney - SUA
- Mooney, Mooney Aircraft Corporation - SUA
- Mooney, Mooney Aircraft Inc - SUA
- Morane-Saulnier, Gérance des Etablissements Morane-Saulnier - Franța
- Morane-Saulnier, Société Anonyme des Aéroplanes Morane-Saulnier - Franța
- Morane-Saulnier, Société d'Exploitation des Etablissements Morane-Saulnier - Franța
- Morane-Saulnier, Société Morane-Saulnier - Franța
- Moravan, Moravan AS - Republica Cehă
- Moravan, Moravan Národní Podnik - Cehoslovacia
- Morrisey, Bill Morrisey - SUA
- Morrisey, Morrisey Aircraft Corporation - SUA
- Morrisey, Morrisey Aviation Inc - SUA
- Morrisey, The Morrisey Company - SUA
- Morse, George Morse Jr - SUA
- Moss Brothers Aircraft - Marea Britanie
- Moth Aircraft, Moth Aircraft Corporation - SUA
- MPB AEROSPACE S.L., MPB Aerospace S.L. - Spania
- Moura, Mauricio Impelizieri P. Moura - Brazilia
- Mraz, Tovarna Letadel Inz. J. Mráz - Republica Cehă
- MSW, MSW Aviation - Elveția
- Mudry, Avions Mudry & Cie - Franța
- Mureaux - vezi ANF Les Mureaux
- Murphy, Murphy Aircraft Manufacturing Ltd - Canada
- Murphy, Murphy Aviation Ltd - Canada
- Murrayair, Murrayair Ltd - SUA
- Mustang, Mustang Aeronautics Inc - SUA
- Mven, Mven OOO - Rusia
- Myasishchev, Eksperimentalnyi Mashinostroitelnyi Zavod Imeni V M Myasishcheva - Rusia
- Myasishchev, Myasishchev OKB - Rusia
- Mylius, Leichtflugzeuge-Entwicklungen Dipl. Ing. Hermann Mylius - Germania
- Mylius, Mylius Flugzeugwerk GmbH & Co KG - Germania

## N
- Naglo, Naglo Boots-Werft - Germania
- NAI, Nanjing Aeronautical Institute - China
- Nakajima, Nakajima Aircraft Company - Japonia
- National Aerospace Laboratories, National Aeronautical Laboratory -  India
- NAMC (1), Nihon Aeroplane Manufacturing Company Ltd - Japonia
- NAMC (1), Nihon Kokuki Seizo KK - Japonia
- Nanchang, Nanchang Aircraft Manufacturing Company - China
- Nanjing, Nanjing Light Aircraft Company - China
- Nanjing University, Nanjing University of Aeronautics și Astronautics - China
- Nardi, Nardi Costruzioni Aeronautiche SpA - Italia
- Nash, Nash Aircraft Ltd - Marea Britanie
- National Aeronautics, National Aeronautics Company - SUA
- National Aircraft Factory No. 2 Stockport Marea Britanie
- National Steel, National Steel Corporation Ltd - Canada
- Naval Aircraft Factory, Naval Aircraft Factory - SUA
- Naval Air Establishment, Naval Air Establishment - China
- NIMBUS Srl, NIMBUS Srl - Italia
- Navion, Navion Aircraft Company - SUA
- Navion, Navion Aircraft Corporation - SUA
- Navion, Navion Rangemaster Aircraft Corporation - SUA
- NDN, NDN Aircraft Ltd - Marea Britanie
- Neico, Neico Aviation Inc - SUA
- NEIVA, Industria Aeronáutica Neiva SA - Brazilia
- NEIVA, Sociedade Construtora Aeronáutica Neiva Ltda - Brazilia
- Nesmith, Robert E. Nesmith - SUA
- Netherland Army Aircraft Factory, Netherland Army Aircraft Factory - Olanda
- New Glasair, New Glasair LLC - SUA
- New Glasair, New GlaStar LLC - SUA
- New Meyers, The New Meyers Aircraft Company - SUA
- New Standard, New Standard Aircraft Company - SUA
- Noua Zeelandă, Noua Zeelandă Aerospace Industries Ltd - Noua Zeelandă
- NHI, NH Industries SARL - Franța/Germania/Italia
- Nicollier, Henri Nicollier - Franța
- Nieuport-Delage, Nieuport-Delage - Franța
- Nieuport-Delage, Societe Anonyme des Etablissements Nieuport - Franța
- Nipper, Nipper Aircraft Ltd - Marea Britanie
- Nipper, Nipper Kits și Components Ltd - Marea Britanie
- Nitsche, LTB Gerhard Nitsche - Germania
- Nitsche, Nitsche Flugzeugbau GmbH - Germania
- Noin, Noin Aéronautique - Franța
- Noorduyn, Noorduyn Aviation Ltd - Canada
- Noorduyn, Noorduyn Norseman Aircraft Ltd - Canada
- Nord, Nord-Aviation, Société Nationale de Constructions Aéronautiques - Franța, (?-1970) > Aérospatiale
- Nord, Société Nationale de Constructions Aéronautiques du Nord - Franța
- Nordflug, Flugzeugbau Nord GmbH - Germania
- Norman, Norman Aviation - Canada
- Normand Dube, Aviation Normand Dubé Inc - Canada
- North American, North American Aviation Inc - SUA, (1928–1966) > Rockwell
- North American Rockwell, North American Rockwell Corporation - SUA
- Northern, Northern Aircraft Inc - SUA, (?-1959) > Downer
- Northrop, Northrop Aircraft Inc - SUA, (1926–1994)
- Northrop, Northrop Corporation - SUA
- Northrop Grumman, Northrop Grumman Corporation - SUA, (1994–prezent)
- Nostalgair, Nostalgair Inc - SUA
- Nuri Demirag, Nuri Demirag - Turkey
- Nusantara, PT Industri Pesawat Terbang Nusantara - Indonezia
- Nuventure, NuVenture Aircraft - SUA
- Nuwaco, NuWaco Aircraft Company Inc - SUA
- NZAI, Noua Zeelandă Aerospace Industries - Noua Zeelandă

## O
- Oakland, Oakland Airmotive Company - SUA
- Oberlerchner, Josef Oberlerchner Holzindustrie - Austria
- OGMA, Indústria Aeronáutica de Portugal - Portugal
- Oldfield, Andrew Oldfield - SUA
- Oldfield, Barney Oldfield Aircraft Company - SUA
- Olympic Ultralights, Olympic Ultralights LLC - SUA
- OMAC, OMAC Inc - SUA
- OMF, Ostmecklenburgische Flugzeugbau GmbH - Germania
- Omni, Omni Titan Corporation - SUA
- Omni-Weld, Omni-Weld Inc - SUA
- On Mark, On Mark Engineering Company - SUA
- O'neill, O'Neill Airplane Company - SUA
- Optica, Optica Industries Ltd - Marea Britanie
- Option Air, Option Air Reno - SUA
- Orlican, Orlican Národní Podnik - Republica Cehă
- Oskbes-Mai, Otraslevoe Spetsialnoe Konstruktorskoe Byuro Eksperimentalnogo Samolyotostroeniya-Moskovskogo Aviatsionnogo Instituta - Rusia
- Osprey, Osprey Aircraft - SUA
- Österreichische-Ungarische Albatros Flugzeug Werke, Österreichische-Ungarische Albatros Flugzeug Werke - Austro-Hungarian Empire, (1914–1917) > Phoenix Flugzeugwerke
- Ottawa Car Manufacturing, Ottawa Car Manufacturing - Canada, (Ottawa Car Company, The Ottawa Car și Aircraft Company)

## P
- PacAero, PacAero Engineering Corporation - SUA
- PACI, Philippine Aircraft Company Inc - Filipine
- Pacific Aero, Pacific Aero-Products Co. - SUA, (1916–1917) > Boeing
- Pacific Aerospace, Pacific Aerospace Corporation Ltd - Noua Zeelandă
- Pacific Airmotive, Pacific Airmotive Corporation - SUA
- PADC, Philippine Aerospace Development Corporation - Filipine
- PAI, Pacific Aeronautical Inc - Filipine
- PAC, Pakistan Aeronautical Complex - Pakistan
- Palladium Autocars, Palladium Autocars Ltd. - Marea Britanie, (1911–1925)
- Panavia, Panavia Aircraft GmbH - Germania/Marea Britanie/Italia
- Pander & Son, Nederlandse Fabriek van Vliegtuigen H. Pander & Zonen - Olanda
- Panha, Panha - Iran, (Iran Helicopter Support și Renewal Company)
- Panzl, Greg Panzl - SUA
- Papa 51, Papa 51 Ltd - SUA
- Paramount, Paramount Aircraft Corporation - SUA
- Parker, Cal Y. Parker - SUA
- Parnall, George Parnall & Company Ltd - Marea Britanie
- Parrish, Parrish Aircraft Xperimental Inc - SUA
- Partenair, Partenair Design Inc - Canada
- Partenavia, Partenavia Costruzione Aeronautiche SpA - Italia
- Pasotti, Legnami Pasotti SpA - Italia
- Paulista, Companhia Aeronáutica Paulista - Brazilia
- Pawnee, Pawnee Aviation - SUA
- Paxman's, Paxman's Northern Lite Aerocraft Inc - Canada
- Payne, Vernon W. Payne - SUA
- Pazmany, Ladislao Pazmany - SUA
- Pazmany, Pazmany Aircraft Corporation - SUA
- PCV, Pregiate Costruzioni Volanti - Italia
- Pegase Aero, Pegase Aero Enr - Canada
- Pemberton-Billing Ltd, England (1913–1916) > Supermarine Aviation Works Ltd.
- Pena, Louis Pena - Franța
- Pennec-Lucas, Serge Pennec & Paul Lucas - Franța
- Percival, Percival Aircraft Ltd - Marea Britanie
- Peregrine, Peregrine Flight International - SUA
- Pereira, George Pereira - SUA
- Performance, Performance Aircraft Inc - SUA
- Pfalz, Pfalz Flugzeug-werke GmbH - Germania
- Phillips, Peter J. C. Phillips - Marea Britanie
- Phillips & Powis, Phillips & Powis Aircraft (Reading) Ltd - Marea Britanie
- Phillips & Powis, Phillips & Powis Aircraft Ltd - Marea Britanie
- Phoenix, Phoenix Aircraft Ltd - Marea Britanie
- Phoenix Flugzeugwerke, Phoenix Flugzeugwerke - Austro-Hungarian Empire, (1917-?)
- Phoenix-Aviacor, Phoenix OKB, Aviakor Mezhdunarodnaya Aviatsionnaya Korporatsiya OAO - Rusia
- Phönix, Phönix - Austro-Hungarian Empire, (1914–1919)
- Piaggio, Industrie Aeronautiche e Meccaniche Rinaldo Piaggio SpA - Italia
- Piaggio, Piaggio & Companie SpA - Italia
- Piaggio, Piaggio Aero Industries SpA - Italia
- Piaggio-Douglas, vezi PIAGGIO și DOUGLAS - Italia/SUA
- Piasecki, Piasecki Helicopter Corporation - SUA
- Piel, Avions Claude Piel - Franța
- Piel, Claude Piel - Franța
- Piel, Etablissements Claude Piel - Franța
- Piel, Piel Aviation SA - Franța
- Pietenpol, Bernard H. Pietenpol - SUA
- PIK, Polyteknikkojen Ilmailukerho - Finlanda
- Pilatus, Pilatus Flugzeugwerke AG - Elveția
- Pilatus Britten-Norman, Pilatus Britten-Norman Ltd - Marea Britanie, (PBN)
- Piper, The New Piper Aircraft Corporation - SUA
- Pipistrel d.o.o. - Slovenia
- Pitcairn, Pitcairn Aircraft, Inc. - SUA
- Pitcairn-Cierva, Pitcairn-Cierva Autogiro Company - SUA, (1929-?)
- Pitts, Curtis Pitts - SUA
- Pitts, Pitts Aerobatics - SUA
- Pitts, Pitts Aviation Enterprises - SUA
- Plage & Laskiewicz, Zaklady Mechaniczne A. Plage i T. Laskiewicz - Polonia, (1920–1935) (Mechanical Works A. Plage & T. Laskiewicz) > LWS
- Plan, Max Plan - Franța
- Plumb, Plumb - SUA
- Pober, Paul H. Poberezny - SUA
- Podesva, Peter Podesva - Republica Cehă
- Podesva, Tomás Podesva - Republica Cehă
- Polikarpov, Polikarpov OKB - Rusia
- Politechnika Warszawska, Politechnika Warszawska - Polonia
- Porterfield, Porterfield Aircraft Corporation - SUA
- Portsmouth Aviation, Portsmouth Aviation Ltd, Marea Britanie
- Potez, Etablissements Henry Potez SARL - Franța
- Potez, Société des Avions et Moteurs Henry Potez - Franța
- Potez Air-Fouga, Potez Air-Fouga - Franța
- Pottier, Avions Pottier - Franța
- Pottier, Jean Pottier - Franța
- Powell, John C. Powell - SUA
- Practavia, Practavia Ltd - Marea Britanie
- Prescott, Prescott Aeronautical Corporation - SUA
- Private Explorer, Private Explorer Inc - SUA
- Procaer, Progetti Costruzioni Aeronautiche SpA - Italia
- Professional Aviation, Professional Aviation Services (Pty) Ltd - Africa de Sud
- Progressive Aerodyne, Progressive Aerodyne Inc - SUA
- Promavia, Promavia SA - Belgia
- Protech, ProTech Aircraft Inc - SUA
- Prowler, Prowler Aviation Inc - SUA
- Pulsar, Pulsar Aircraft Corporation - El Salvador-SUA
- Putzer, Alfons Pützer KG - Germania
- PWS, Podlaska Wytwórnia Lotnicza - Polonia, (WSK-PZL) (Panstowe Zaklady Lotnicze)
- PZL-Mielec, Polskie Zaklady Lotnicze Sp z oo - Polonia
- PZL-Mielec, Wytwórnia Sprzetu Komunikacyjnego-Panstwowe Zaklady Lotnicze Mielec - Polonia, (Wytwornia Sprzetu Komunikacyjnego - Transport Equipment Manufacturing Centre)
- PZL-Mielec, Wytwórnia Sprzetu Komunikacyjnego-Panstwowe Zaklady Lotnicze Mielec SA - Polonia
- PZL-Okecie, Centrum Naukowo-Produkcyjne Samolotow Lekkich-Panstwowe Zaklady Lotnicze Warszawa - Polonia
- PZL-Okecie, EADS PZL Warszawa-Okecie SA - Polonia
- PZL-Okecie, Panstwowe Zaklady Lotnicze Warszawa-Okecie - Polonia
- PZL-Okecie, Panstwowe Zaklady Lotnicze Warszawa-Okecie SA - Polonia
- PZL-Okecie, Wytwórnia Sprzetu Komunikacyjnego-Panstwowe Zaklady Lotnicze Okecie - Polonia
- PZL-Okecie, Wytwórnia Sprzetu Komunikacyjnego-Panstwowe Zaklady Lotnicze Warszawa-Okecie - Polonia
- PZL-Swidnik, Wytwórnia Sprzetu Komunikacyjnego Im. Zygmunta Pulawskiego-Panstwowe Zaklady Lotnicze Swidnik - Polonia
- PZL-Swidnik, Wytwórnia Sprzetu Komunikacyjnego-Panstwowe Zaklady Lotnicze Swidnik - Polonia
- PZL-Swidnik, Zygmunta Pulawskiego-Panstwowe Zaklady Lotnicze Swidnik SA - Polonia